# The Catalyst
The Catalyst ist ein Lied der US-amerikanischen Band Linkin Park, welches am 2. August 2010 veröffentlicht wurde. Das Lied ist die erste Singleauskopplung des Albums A Thousand Suns, welches am 8. September 2010 veröffentlicht wurde.
The Catalyst wurde vielfach in verschiedene Videospiele und Werbespots integriert, unter anderem in Medal of Honor, Guitar Hero und Werbung im Discovery Channel.

## Komposition
Der Song beginnt mit einem elektronischen Beat, der auch Techno-Einflüsse aufweist, woraufhin zuerst Scratching und dann Mike Shinodas Gesang einsetzen. Später kommen auch Gitarren dazu, wobei der ganze Song sowohl musikalisch wie auch textlich düster gehalten wird („God bless us everyone / We're a broken people living under loaded gun / And it can’t be outfought / It can’t be outdone / It can’t be outmatched / It can’t be outrun“). Nach dreieinhalb Minuten beginnt eine zuerst von Mike Shinoda und dann gemeinsam gesungene Bridge, in der etliche Male die Worte „Lift me up / Let me go“ wiederholt werden.

## Musikvideo
Das Musikvideo zu The Catalyst wurde am 26. August 2010 veröffentlicht. Regie führte der DJ von Linkin Park, Joseph Hahn. Das Video verwendet eine gekürzte Version des Liedes.
Im Video befinden sich die Bandmitglieder in einer zerstörten und verlassenen, von Nebel umhüllten Stadt, wobei Mike Shinodas Gesicht durch eine Kapuze meist im Schatten liegt und Chester Bennington in einigen Szenen halb im Wasser versunken gezeigt wird. Des Weiteren kommen fliehende Menschen vor, die Menschen mit Gasmasken mit farbigem Pulver bewerfen.

## Kommerzieller Erfolg

### Chartplatzierungen
| ChartsChartplatzierungen       | Höchstplatzierung | Wochen |
| ------------------------------ | ----------------- | ------ |
| Deutschland (GfK)              | 11 (17 Wo.)       | 17     |
| Österreich (Ö3)                | 18 (11 Wo.)       | 11     |
| Schweiz (IFPI)                 | 29 (8 Wo.)        | 8      |
| Vereinigte Staaten (Billboard) | 27 (10 Wo.)       | 10     |
| Vereinigtes Königreich (OCC)   | 40 (3 Wo.)        | 3      |

### Auszeichnungen für Musikverkäufe
| Land/Region               | Auszeichnungen für Musikverkäufe (Land/Region, Auszeichnung, Verkäufe) | Verkäufe |
| ------------------------- | ---------------------------------------------------------------------- | -------- |
| Südkorea (KMCA)           | —                                                                      | 97.565   |
| Vereinigte Staaten (RIAA) | Gold                                                                   | 500.000  |
| Insgesamt                 | 1× Gold ·                                                              | 597.565  |

Hauptartikel: Linkin Park/Auszeichnungen für Musikverkäufe

## Trivia
- Der Albumtitel entstammt der Zeile „Will we burn inside the fire of a thousand suns?“ (dt. „Werden wir im Feuer von eintausend Sonnen verbrennen?“).
- Einige Zeilen des Liedes kommen bereits im Albumintro The Requiem mit verzerrter Stimme vor.
- Die Textzeile „Lift me up / Let me go“ kommt auch bei Jornada del Muerto vor, wenn auch auf Japanisch (持ち上げて、解放して).
- Der Song wurde von der Band Pendulum gecovert.